# Line Viken
Line Viken (Oslo, 10 agosto 1981) è un'ex sciatrice alpina norvegese.

## Biografia
Originaria di Overhalla e attiva in gare FIS dal gennaio del 1997, la Viken esordì in Coppa Europa il 15 gennaio 2000 a Krieglach in slalom speciale e in Coppa del Mondo il 10 marzo 2000 a Sestriere nella medesima specialità, in entrambi i casi senza completare la prova. In Coppa Europa ottenne il primo podio il 15 dicembre 2001 a Åre in slalom speciale (2ª); in quella stessa stagione 2001-2002 conquistò nella medesima specialità le sue due vittorie nel circuito, il 2 febbraio a Lenggries e il 18 febbraio a Bad Hofgastein, e vinse la classifica di slalom speciale.
Ai Mondiali di Sankt Moritz 2003, suo esordio iridato, si classificò 17ª nello slalom speciale e non completò lo slalom gigante; nella stagione successiva ottenne il miglior piazzamento in Coppa del Mondo, il 5 gennaio 2004 a Megève in slalom speciale (5ª), e un mese dopo, il 5 febbraio, salì per l'ultima volta sul podio in Coppa Europa, a Lenggries nella medesima specialità (3ª). Ai Mondiali di Bormio/Santa Caterina Valfurva 2005, suo congedo iridato, non completò lo slalom speciale; prese per l'ultima volta il via in Coppa del Mondo l'11 marzo 2007 a Zwiesel nella medesima specialità (20ª) e si ritirò al termine di quella stessa stagione 2006-2007: la sua ultima gara fu lo slalom speciale dei Campionati norvegesi juniores 2007, disputato il 15 aprile a Ål e chiuso dalla Viken al 5º posto.

## Palmarès

### Coppa del Mondo
- Miglior piazzamento in classifica generale: 43ª nel 2004

### Coppa Europa
- Miglior piazzamento in classifica generale: 11ª nel 2002
- Vincitrice della classifica di slalom speciale nel 2002
- 7 podi:
  - 2 vittorie
  - 4 secondi posti
  - 1 terzo posto

#### Coppa Europa - vittorie
| Data             | Località       | Paese    | Specialità |
| ---------------- | -------------- | -------- | ---------- |
| 2 febbraio 2002  | Lenggries      | Germania | SL         |
| 18 febbraio 2002 | Bad Hofgastein | Austria  | SL         |

Legenda:

SL = slalom speciale

### Campionati norvegesi
- 7 medaglie:
  - 3 ori (slalom speciale nel 2001; slalom speciale nel 2003; slalom speciale nel 2004)
  - 2 argenti (slalom speciale nel 2002; slalom gigante nel 2004)
  - 2 bronzi (slalom speciale nel 2000; slalom gigante nel 2003)